# Izland az 1984. évi nyári olimpiai játékokon
Izland az egyesült államokbeli Los Angelesben megrendezett 1984. évi nyári olimpiai játékok egyik részt vevő nemzete volt. Az országot az olimpián 5 sportágban 30 sportoló képviselte, akik összesen 1 érmet szereztek.

## Érmesek
| Érem  | Versenyző          | Sportág   | Versenyszám        |
| ----- | ------------------ | --------- | ------------------ |
| Bronz | Bjarni Friðriksson | Cselgáncs | Férfi félnehézsúly |

## Atlétika
Férfi
| Versenyző        | Versenyszám | Előfutam | Előfutam | Előfutam | Negyeddöntő | Negyeddöntő | Negyeddöntő | Elődöntő | Elődöntő | Elődöntő | Döntő   | Döntő    |
| Versenyző        | Versenyszám | Idő      | Hely.    | Össz.    | Idő         | Hely.       | Össz.       | Idő      | Hely.    | Össz.    | Idő     | Helyezés |
| ---------------- | ----------- | -------- | -------- | -------- | ----------- | ----------- | ----------- | -------- | -------- | -------- | ------- | -------- |
| Oddur Sigurðsson | 400 m       | 46,30    | 2.       | 24.*     | 46,07       | 7.          | 22.         | kiesett  | kiesett  | kiesett  | kiesett | kiesett  |

| Versenyző             | Versenyszám   | Selejtező | Selejtező | Döntő    | Döntő    |
| Versenyző             | Versenyszám   | Eredmény  | Helyezés  | Eredmény | Helyezés |
| --------------------- | ------------- | --------- | --------- | -------- | -------- |
| Kristján Harðarson    | Távolugrás    | 709 cm    | 22.       | kiesett  | kiesett  |
| Vésteinn Hafsteinsson | Diszkoszvetés | kizárták  | kizárták  | kiesett  | kiesett  |
| Einar Vilhjálmsson    | Gerelyhajítás | 80,94 m   | 10.       | 81,58 m  | 6.       |
| Siggi Einarsson       | Gerelyhajítás | 69,82 m   | 26.       | kiesett  | kiesett  |

Női
| Versenyző        | Versenyszám   | Selejtező | Selejtező | Döntő    | Döntő    |
| Versenyző        | Versenyszám   | Eredmény  | Helyezés  | Eredmény | Helyezés |
| ---------------- | ------------- | --------- | --------- | -------- | -------- |
| Disa Gísladóttir | Magasugrás    | 180 cm    | 24.       | kiesett  | kiesett  |
| Iris Grönfeldt   | Gerelyhajítás | 48,70 m   | 22.       | kiesett  | kiesett  |

* - egy másik versenyzővel azonos eredményt ért el

## Cselgáncs
| Versenyző          | Versenyszám  | Csoport | 32-es főtábla     | Nyolcaddöntő                  | Negyeddöntő          | Elődöntő                 | Vigaszág nyolcaddöntő | Vigaszág negyeddöntő | Vigaszág elődöntő | Bronz- mérkőzés      | Döntő             | Helyezés |
| Versenyző          | Versenyszám  | Csoport | Ellenfél Eredmény | Ellenfél Eredmény             | Ellenfél Eredmény    | Ellenfél Eredmény        | Ellenfél Eredmény     | Ellenfél Eredmény    | Ellenfél Eredmény | Ellenfél Eredmény    | Ellenfél Eredmény | Helyezés |
| ------------------ | ------------ | ------- | ----------------- | ----------------------------- | -------------------- | ------------------------ | --------------------- | -------------------- | ----------------- | -------------------- | ----------------- | -------- |
| Bjarni Friðriksson | Félnehézsúly | A       | erőnyerő          | Carsten Jensen (DEN) · GY     | Leo White (USA) · GY | Douglas Vieira (BRA) · V |                       |                      |                   | Juri Fazi (ITA) · GY |                   |          |
| Kolbeinn Gíslason  | Nehézsúly    | B       |                   | Laurent del Colombo (FRA) · V | kiesett              | kiesett                  |                       |                      |                   |                      |                   | 11.      |

## Kézilabda

### Férfi
| Izlandi férfi kézilabdacsapat-játékoskeret | Izlandi férfi kézilabdacsapat-játékoskeret |
| --- | --- |
| - Alfreð Gíslason - Atli Hilmarsson - Bjarni Guðmundsson - Brynjar Kvaran - Einar Þorvarðarson - Guðmundur Guðmundsson - Steinar Birgisson - Jakob Sigurðsson | - Jens Einarsson - Kristján Arason - Sigurður Gunnarsson - Sigurður Sveinsson - Þorbergur Aðalsteinsson - Þorbjörn Jensson - Þorgils Mathiesen |

#### Eredmények
Csoportkör
A csoport
| Csapat            | M | Gy | D | V | G+  | G–  | Gk  | P |
| ----------------- | - | -- | - | - | --- | --- | --- | - |
| Jugoszlávia (YUG) | 5 | 4  | 1 | 0 | 123 | 76  | +47 | 9 |
| Románia (ROU)     | 5 | 4  | 0 | 1 | 120 | 91  | +29 | 8 |
| Izland (ISL)      | 5 | 3  | 1 | 1 | 102 | 96  | +6  | 7 |
| Svájc (SUI)       | 5 | 2  | 0 | 3 | 83  | 102 | –19 | 4 |
| Japán (JPN)       | 5 | 1  | 0 | 4 | 84  | 117 | –33 | 2 |
| Algéria (ALG)     | 5 | 0  | 0 | 5 | 75  | 105 | –30 | 0 |

| 1984. július 31. 14:00 | Jugoszlávia (YUG) | 22–22 | Izland (ISL) |  |
| 1984. július 31. 14:00 | (8–12)            |       |              |  |
| 1984. július 31. 14:00 |                   |       |              |  |

| 1984. augusztus 2. 20:00 | Románia (ROU) | 26–17 | Izland (ISL) |  |
| 1984. augusztus 2. 20:00 | (16–11)       |       |              |  |
| 1984. augusztus 2. 20:00 |               |       |              |  |

| 1984. augusztus 4. 11:00 | Izland (ISL) | 21–17 | Japán (JPN) |  |
| 1984. augusztus 4. 11:00 | (9–9)        |       |             |  |
| 1984. augusztus 4. 11:00 |              |       |             |  |

| 1984. augusztus 6. 20:00 | Izland (ISL) | 19–15 | Algéria (ALG) |  |
| 1984. augusztus 6. 20:00 | (7–7)        |       |               |  |
| 1984. augusztus 6. 20:00 |              |       |               |  |

| 1984. augusztus 8. 11:00 | Svájc (SUI) | 16–23 | Izland (ISL) |  |
| 1984. augusztus 8. 11:00 | (8–9)       |       |              |  |
| 1984. augusztus 8. 11:00 |             |       |              |  |

Az 5. helyért
| 1984. augusztus 10. 12:30 | Svédország (SWE) | 26–24 | Izland (ISL) |  |
| 1984. augusztus 10. 12:30 | (14–9)           |       |              |  |
| 1984. augusztus 10. 12:30 |                  |       |              |  |

| Csapat       | Helyezés |
| ------------ | -------- |
| Izland (ISL) | 6.       |

## Úszás
Férfi
| Versenyző        | Versenyszám    | Előfutam | Előfutam | Előfutam | Döntő   | Döntő   | Döntő   | Helyezés |
| Versenyző        | Versenyszám    | Idő      | Hely.    | Össz.    | Típus   | Idő     | Hely.   | Helyezés |
| ---------------- | -------------- | -------- | -------- | -------- | ------- | ------- | ------- | -------- |
| Ingi Jónsson     | 100 m gyors    | 56,31    | 6.       | 55.      | kiesett | kiesett | kiesett | kiesett  |
| Ingi Jónsson     | 200 m gyors    | 2:02,23  | 7.       | 47.      | kiesett | kiesett | kiesett | kiesett  |
| Ingi Jónsson     | 100 m pillangó | 1:00,68  | 7.       | 43.      | kiesett | kiesett | kiesett | kiesett  |
| Árni Sigurðsson  | 200 m mell     | kizárták | kizárták | kizárták | kiesett | kiesett | kiesett | kiesett  |
| Árni Sigurðsson  | 100 m mell     | 1:08,52  | 7.       | 38.      | kiesett | kiesett | kiesett | kiesett  |
| Tryggvi Helgason | 100 m mell     | 1:07,71  | 5.       | 33.      | kiesett | kiesett | kiesett | kiesett  |
| Tryggvi Helgason | 200 m mell     | 2:32,03  | 5.       | 37.      | kiesett | kiesett | kiesett | kiesett  |

Női
| Versenyző           | Versenyszám | Előfutam | Előfutam | Előfutam | Döntő   | Döntő   | Döntő   | Helyezés |
| Versenyző           | Versenyszám | Idő      | Hely.    | Össz.    | Típus   | Idő     | Hely.   | Helyezés |
| ------------------- | ----------- | -------- | -------- | -------- | ------- | ------- | ------- | -------- |
| Guðrún Ágústsdóttir | 100 m mell  | 1:16,70  | 6.       | 25.      | kiesett | kiesett | kiesett | kiesett  |
| Guðrún Ágústsdóttir | 200 m mell  | 2:44,85  | 7.       | 20.      | kiesett | kiesett | kiesett | kiesett  |

## Vitorlázás
Nyílt
| Versenyző                         | Versenyszám    | Futam | Futam | Futam  | Futam | Futam | Futam | Futam | Pontszám | Helyezés |
| Versenyző                         | Versenyszám    | 1     | 2     | 3      | 4     | 5     | 6     | 7     | Pontszám | Helyezés |
| --------------------------------- | -------------- | ----- | ----- | ------ | ----- | ----- | ----- | ----- | -------- | -------- |
| Gunnlaugur Jónasson Jón Pétursson | 470-es osztály | 24,0  | 18,0  | (35,0) | 30,0  | 22,0  | 27,0  | 26,0  | 147,0    | 23.      |